# Petrus Boumal
Petrus Boumal Mayega (* 20. April 1993 in Yaoundé) ist ein kamerunischer Fußballspieler.

## Karriere

### Verein
Boumal begann seine Karriere in Frankreich beim FC Sochaux. Zur Saison 2010/11 rückte er in den Kader der zweiten Mannschaft von Sochaux. Für diese kam er in seiner ersten Spielzeit zu 15 Einsätzen in der viertklassigen CFA. Im August 2011 stand er gegen die AS Nancy schließlich erstmals im Profikader des Erstligisten. Im Oktober 2011 debütierte er im Ligapokal gegen die OGC Nizza für die Profis. Sein Debüt in der Ligue 1 gab er im Dezember 2011, als er am 16. Spieltag der Saison 2011/12 gegen den FCO Dijon in der 75. Minute für Édouard Butin eingewechselt wurde. Dies blieb sein einziger Saisoneinsatz, für die Reserve kam er in jener Spielzeit noch zu 22 Viertligaeinsätzen. In der Saison 2012/13 kam er für die Profis einmal im Cup zum Zug, für die B-Mannschaft spielte er 17 Mal. In der Saison 2013/14 kam er zu sieben Einsätzen in der höchsten französischen Spielklasse, aus der er mit Sochaux zu Saisonende allerdings abstieg. Zudem absolvierte er 14 Partien für Sochaux B.
Nach dem Abstieg wechselte Boumal zur Saison 2014/15 nach Bulgarien zum Erstligisten Litex Lowetsch. In seiner ersten Spielzeit in Bulgarien kam der Defensivspieler zu 25 Einsätzen in der A Grupa. In der Saison 2015/16 kam er zu weiteren 15 Einsätzen, ehe Litex im Dezember 2015 aus der Liga ausgeschlossen wurde. Daraufhin verbrachte er den Rest der Spielzeit bei der zweitklassigen Reserve des Vereins, für die er zu fünf Einsätzen in der B Grupa kam. Zur Saison 2016/17 wechselte er schließlich zu ZSKA Sofia. Für ZSKA absolvierte er insgesamt 22 Partien in der höchsten Spielklasse Bulgariens.
Im August 2017 wechselte Boumal nach Russland zu Ural Jekaterinburg. In der Saison 2017/18 kam er zu 19 Einsätzen in der Premjer-Liga. In der Saison 2018/19 absolvierte er 23 Spiele für Ural, in der Saison 2019/20 kam er 16 Mal zum Einsatz. Zur Saison 2020/21 wechselte der Kameruner in die Türkei zu BB Erzurumspor. Für Erzurumspor kam er in jener Spielzeit zu 31 Einsätzen in der Süper Lig, aus der der Verein zu Saisonende allerdings abstieg. Daraufhin kehrte der Mittelfeldspieler im September 2021 wieder nach Russland zurück und schloss sich dem FK Nischni Nowgorod an. Für Nischni Nowgorod kam er insgesamt zu drei Einsätzen in der Premjer-Liga. Im Januar 2022 verließ er den Verein wieder. Danach wechselte er im Februar 2022 nach Ungarn zu Újpest Budapest.

### Nationalmannschaft
Boumal debütierte im November 2017 in der WM-Qualifikation gegen Sambia für die kamerunische A-Nationalmannschaft.